# 相模女子大学
相模女子大学（英語：Sagami Women's University）位于日本神奈川县相模原市南区文京2-1-1，为日本私立大学，1949年设置，大学简称相模女、相女，它是首都圈西部大学单位互换协定会学校之一。

## 历史沿革
- 1900年，西泽之助、日本女学校设立（东京都本郷区龙冈钉。现在的文京区汤岛4丁目）
- 1909年，平山成信、帝国女子专门学校开设（东京都小石川区大塚钉。现在的文京区大塚付近）；日本高等女学校（日本女学校改组）附设
- 1915年，静修实科女学校并设（日本高等女学校内）
- 1946年，神奈川县相模原市（现在地）迁址。
- 1949年，相模女子大学（学艺学部）开设
- 1950年，静修女子高等学校（静修实科女学校校名变更）；相模女子大学高等学校
- 1991年，与加拿大的曼尼托巴州立大学缔结姉妹校协定。
- 2000年，创立100周年记念式典举行。

## 院系
- 学艺学部：日本语日本文学科、英语文化沟通学科、儿童教育学科、传媒信息学科
- 人类社会学部：社会经营管理学科、人类心理学科
- 营养科学部：健康营养学科、管理营养学科
- 短期大学部：生活设计学科、食物营养学科
- 营养科学研究科：营养科学专攻

## 对外交流
- 国民大学校（韩国）
- 曼尼托巴大学（加拿大）
- 夏威夷太平洋大學（美国）
- 蒙納士大學（美国）

## 著名校友
- 瑳峨三智子，女优 中退
- 岸田袈裟，国际协力机构 (JICA) 专家
- 小西宽子，女优
- 筋野裕子
- 松本悠佳
- 山崎彩
- 柏木薫，小说家
- 松嶋菜菜子